# Ariwara no Narihira

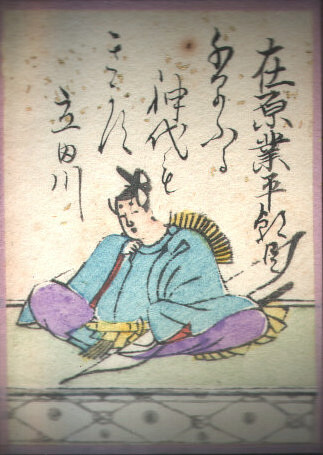
Ariwara no Narihira, dans les Ogura Hyakunin Isshu

Ariwara no Narihira (在原業平, 825 - 9 juillet, 880) est un aristocrate japonais du début de l'époque de Heian et un poète de waka, choisi parmi les six génies de la poésie et les trente-six grands poètes. Il est le cinquième fils du prince Abo, fils de l'empereur Heizei. Sa mère est la princesse Ito, fille de l'empereur Kanmu. Il est écarté de la lignée impériale et reçoit le nom d'Ariwara en 826 en même temps que son demi-frère Yukihira.

## Vie et œuvre
Malgré son ascendance impériale, Ariwara no Narihira n'obtiendra jamais de rang de cour élevé ni de poste important. Durant les treize années du règne de l'empereur Montoku, son rang de cour n'est pas promu. Cette disgrâce est vraisemblablement due à un scandale le liant à une concubine impériale, Fujiwara no Takaiko.
Il laisse de nombreux poèmes regroupés dans un recueil privé, le Recueil de Narihira (Narihira-shū). Plusieurs d'entre eux seront compilés dans les anthologies impériales postérieures : on en dénombre trente dans le Kokin wakashū au Xe siècle et douze dans le Shin Kokin wakashū au XIIIe siècle. Un poème sera également repris par Fujiwara no Teika dans son Hyakunin Isshu.
Dans un autre registre, ses poèmes sont cités et servent de base à la plupart des anecdotes du Ise monogatari, premier exemple connu d'uta monogatari. Il s'agit de recueils d’anecdotes centrées chacune sur un ou plusieurs poèmes. Le principal but de ces anecdotes est de faire connaître les conditions supposées de naissance des poèmes, les liens unissant leurs auteurs et leurs destinataires ainsi que leurs environnements.

## Postérité

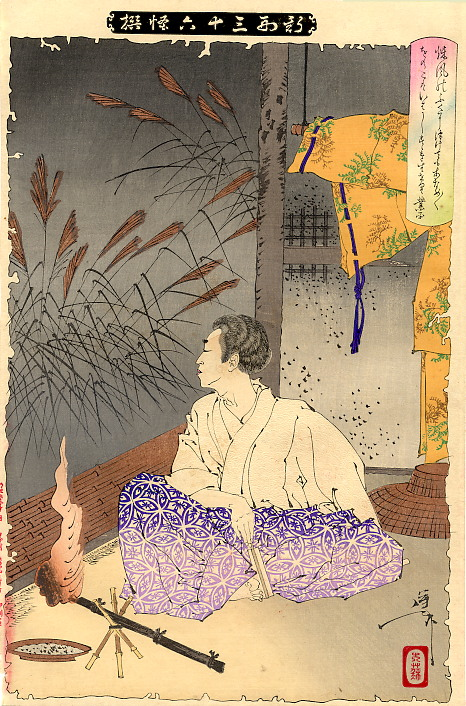
Estampe de Tsukioka Yoshitoshi représentant Ariwara no Narihira cherchant le fantôme d'Ono no Komachi du regard.

Ariwara no Narihira est perçu par ses successeurs comme un poète animé par de fortes passions. Il est le deuxième poète cité par Ki no Tsurayuki dans la préface en kana du Kokin Wakashū au titre de génie de la poésie du siècle précédent. Son style est décrit comme étant « trop riche en sentiments et trop pauvre en mots, tel une fleur fanée dont les couleurs ont disparu mais le parfum demeure ».
Il est parfois présenté comme étant le héros du Ise monogatari, il s’agit en fait d’une compilation anonyme d’anecdotes contenant chacune un ou plusieurs poèmes, dont certains lui sont attribués. Une image de séducteur et d'ami de la volupté provenant du personnage principal de ces contes restera liée à Ariwara no Narihira. Ce trait de caractère sera repris par Murasaki Shikibu lors de la création du personnage d'Hikaru Genji, le héros du Genji Monogatari, particulièrement dans les passages relatant des amours interdites entre un membre de la cour et une dame de haut rang.